# Madre joven cosiendo
Madre joven cosiendo (en inglés: Young Mother Sewing) es una pintura de 1900 de la artista estadounidense Mary Cassatt. La pintura se encuentra actualmente en la colección del Museo Metropolitano de Arte de Nueva York.
En la década de 1890, Mary Cassatt comenzó a recurrir cada vez más a la imagen de madre e hijo, que pronto se convirtió en su "tarjeta de presentación". El enfoque en este tema se asoció con el afecto y la actitud reverente de la artista hacia sus sobrinos y sobrinas, así como con el creciente interés cultural por la crianza infantil. 
La pintura representa a una mujer sentada cerca de una ventana y cosiendo. La mujer está vestida con blusa, un vestido a rayas y un delantal verde, cuya tonalidad clara hace eco del césped fuera de la ventana. Una niña con un vestido blanco, cuya mirada se dirige hacia el espectador, se acoda en las rodillas de su madre. Una mujer y una niña que no estaban emparentadas posaron para la obra.
En 1901 la pintura fue adquirida por Louisine Havemeyer, esposa del coleccionista Henry Osborne Havemeyer. Los propietarios apreciaban la veracidad de la representación. En 1907, Louisine Havemeyer enviudó y, a partir de entonces, dedicó su vida al movimiento sufragista; en 1912, donó la pintura, junto con su colección, a la Galería Knoedler con el fin de organizar una exposición donde las ganancias de la venta de entradas fueran destinadas a la financiación del movimiento sufragista. En 1915, reorganizó una exposición de pinturas de la colección y una recaudación de fondos.  
El Museo Metropolitano de Arte adquirió la pintura, junto con parte de la colección de Henry Osborne Havemeyer, en 1929. Posteriormente, la obra fue exhibida en varios museos y ciudades de los Estados Unidos.